# Tumor-Metabolom
Der Begriff Tumor-Metabolom beschreibt den charakteristischen Stoffwechsel-Phänotyp (= das Metabolom) von Tumorzellen.
Die Umwandlung von normalen Zellen in Tumorzellen ist mit einschneidenden Veränderungen im Stoffwechsel der Zellen verbunden.
Intensive Stoffwechsel-Charakterisierungen (Metabolom-Analysen) von verschiedenen Tumor-Zelllinien und Tumoren haben ergeben, dass sich während der Tumorentstehung bei bestimmten Stoffwechsel-Parametern immer die gleichen Stoffwechsel-Änderungen einstellen.
Diese Veränderungen im Stoffwechsel sind
- unabhängig von der Stoffwechsellage des Ausgangsgewebes, aus dem sich der jeweilige Tumor entwickelt hat, wie zum Beispiel Leber und Gehirn und
- unabhängig von den molekularen Mechanismen, durch den die Tumorentstehung induziert wurde.

Die charakteristischen Stoffwechsel-Eigenschaften des Tumor-Metaboloms sind:
- hohe Aktivitäten bei den Glycolyse-Enzymen
- die Expression des Pyruvatkinase-Isoenzyms Typ M2, das überwiegend in der dimeren Form (= Tumor M2-PK) vorliegt
- hohe Phosphometabolit-Spiegel
- eine ausgeprägte Kanalisierung der Glucose-Kohlenstoffatome in Syntheseprozesse, wie Nukleinsäure-, Phospholipid- und Aminosäure-Synthese
- eine hohe Pyrimidin- und Purin-de novo-Syntheserate
- eine hohe Fettsäure-de novo-Syntheserate
- ein niedriges (ATP+GTP): (CTP+UTP)-Verhältnis
- eine hohe Glutaminolyse-Kapazität
- die Abgabe von immunsuppressiven Substanzen
- eine ausgeprägte Methionin-Abhängigkeit